# Guido di Lusignano (1275)
Guido di Lusignano (1275 – 1304) è stato un cavaliere medievale francese fu Connestabile del regno di Cipro dal 1292 fino alla sua morte.

## Biografia

### Infanzia

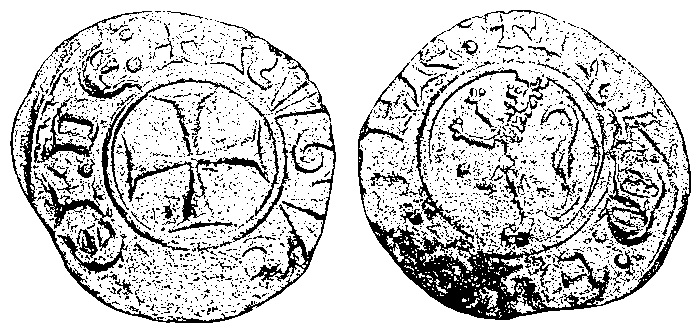
Denaro di Ugo III di Cipro che, al rovescio, presenta un leone. L'iscrizione afferma: HUGUE REI DE IRLM E D CHPR (Ugo, re di Gerusalemme e Cipro)

Secondo Les familles d'outre-mer, Guido era il figlio maschio quintogenito del re di Cipro (Ugo III) e di Gerusalemme (Ugo I), Ugo di Poitiers e della moglie, Isabella d'Ibelin, che sempre secondo Les familles d'outre-mer, era figlia di Guido d'Ibelin, maresciallo e connestabile del Regno di Cipro, e della moglie, Filippa Barlais, figlia di Amalrico Barlais e della moglie, Agnese di Margat, figlia di Bertrando, signore di Margat.

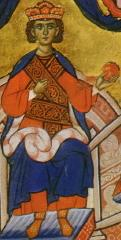
Enrico II di Cipro

Ugo III di Cipro era figlio di Enrico d'Antiochia, fratello del Principe d'Antiochia e Conte di Tripoli Boemondo V d'Antiochia, figlio del Principe d'Antiochia e Conte di Tripoli Boemondo IV d'Antiochia e della moglie, Plaisance di Gibelletto, come ci conferma il Recueil des historiens des croisades. Historiens occidentaux. Tome second e della moglie, Isabella di Lusignano, che, sia secondo Les familles d'outre-mer, che il Recueil des historiens des croisades. Historiens occidentaux. Tome second, era la figlia secondogenita del secondo re di Cipro della dinastia dei Lusignano, Ugo I e di Alice di Champagne, che, ancora secondo il Recueil des historiens des croisades. Historiens occidentaux. Tome second, era la figlia secondogenita della regina di Gerusalemme, Isabella di Gerusalemme e del suo terzo marito, il conte di Champagne, Enrico II, che, secondo la Chronica Albrici Monachi Trium Fontium, Enrico era il figlio maschio primogenito del Conte di Champagne (conte di Troyes e conte di Meaux) e di Brie, Enrico I il Liberale e di Maria di Francia, che, sia secondo il cronista e monaco benedettino inglese, Matteo di Parigi, che secondo la Chronica Albrici Monachi Trium Fontium, Maria era la figlia primogenita di Luigi VII, detto il Giovane, re di Francia, e della duchessa d'Aquitania e Guascogna e contessa di Poitiers, Eleonora d'Aquitania, che, ancora secondo la Chronica Albrici Monachi Trium Fontium, era la figlia primogenita del duca di Aquitania, duca di Guascogna e conte di Poitiers, Guglielmo X il Tolosano e della sua prima moglie, Aénor di Châtellerault († dopo il 1130), figlia del visconte Americo I di Châtellerault e della Maubergeon, che al momento della sua nascita era l'amante di suo nonno Guglielmo IX il Trovatore.
Nel mese di marzo del 1284, suo padre, Ugo morì, e, secondo la Chroniques d'Amadi et de Strambaldi. T. 1, il corpo di suo padre, Ugo, assieme a quello di suo fratello secondogenito, Boemondo, fu trasferito a Nicosia, dove fu sepolto nella chiesa di Santa Sofia.
Suo fratello primogenito, Giovanni succedette al padre, nei suoi titoli, e, in quello stesso mese di marzo, fu incoronato re di Cipro, come Giovanni I.

Giovanni I morì dopo circa un anno di regno, il 20 maggio 1285; in entrambi i titoli, gli succedette il fratello terzogenito, Enrico, che fu incoronato re di Cipro come Enrico II. 

Ancora secondo Les familles d'outre-mer, è molto probabile che Giovanni fu avvelenato in una congiura guidata proprio dal suo successore Enrico e dagli altri fratelli.

### Matrimonio
Nel 1291, Guido, secondo Les familles d'outre-mer, sposò Eschiva di Ibelin (1253-Nicosia 1312), signora di Beirut, di circa vent'anni più vecchia di Guido, che, ancora secondo Les familles d'outre-mer, era la figlia secondogenita di Giovanni di Ibelin, signore di Beirut e di Alice de la Roche, figlia di Guido I de la Roche, Duca di Atene. Il matrimonio di Guido ed Eschiva (la signora de Barutho) viene confermato anche dalla Chroniques d'Amadi et de Strambaldi. T. 1.

Eschiva, ancora secondo Les familles d'outre-mer, era al suo secondo matrimonio, era vedova del suo primo marito, Umfredo di Montforf, a cui aveva dato due figli, Umfredo e Ruperto che furono entrambi signori di Beirut, dopo la morte della madre.
Tra il 1292 ed il 1300, suo fratello Enrico II lo nominò connestabile di Cipro, incarico che mantenne sino alla sua morte.

### Morte
Guido morì nel 1304, e, come riporta la Chroniques d'Amadi et de Strambaldi. T. 1, fu sepolto nel cimitero di Nicosia, tra i poveri, come da lui richiesto.

## Discendenza
Guido da Eschiva ebbe due figli:
- Ugo[15] (1293 - 1359), re di Cipro[20];
- Isabella[15] (1296 circa - dopo il 1340), che sposò Oddone di Dampierre, connestabile del regno di Gerusalemme[15].

## Ascendenza
|                       |                    |                              | Genitori                 |  |  | Nonni |  |  | Bisnonni                |  |  | Trisnonni                |  |
|                       |                    |                              |                          |  |  |       |  |  | Boemondo IV d'Antiochia |  |  | Boemondo III d'Antiochia |  |
|                       |                    |                              |                          |  |  |       |  |  | Boemondo IV d'Antiochia |  |  | Boemondo III d'Antiochia |  |
|                       |                    | Orgueilleuse d'Harenc        |                          |  |  |       |  |  | Boemondo IV d'Antiochia |  |  |                          |  |
| Enrico d'Antiochia    |                    |                              |                          |  |  |       |  |  | Boemondo IV d'Antiochia |  |  |                          |  |
|                       |                    | Piacenza Embriaco de Gibelet | Ugo III Embriaco         |  |  |       |  |  |                         |  |  |                          |  |
|                       |                    | Piacenza Embriaco de Gibelet | Ugo III Embriaco         |  |  |       |  |  |                         |  |  |                          |  |
|                       |                    | Piacenza Embriaco de Gibelet | Stefania di Milly        |  |  |       |  |  |                         |  |  |                          |  |
| Ugo III di Cipro      |                    | Piacenza Embriaco de Gibelet |                          |  |  |       |  |  |                         |  |  |                          |  |
|                       |                    | Ugo I di Cipro               | Amalrico II di Lusignano |  |  |       |  |  |                         |  |  |                          |  |
|                       |                    | Ugo I di Cipro               | Amalrico II di Lusignano |  |  |       |  |  |                         |  |  |                          |  |
|                       |                    | Ugo I di Cipro               | Eschiva di Ibelin        |  |  |       |  |  |                         |  |  |                          |  |
| Isabella di Lusignano |                    | Ugo I di Cipro               |                          |  |  |       |  |  |                         |  |  |                          |  |
|                       |                    | Alice di Champagne           | Enrico II di Champagne   |  |  |       |  |  |                         |  |  |                          |  |
|                       |                    | Alice di Champagne           | Enrico II di Champagne   |  |  |       |  |  |                         |  |  |                          |  |
|                       |                    | Alice di Champagne           | Isabella di Gerusalemme  |  |  |       |  |  |                         |  |  |                          |  |
| Guido di Lusignano    |                    | Alice di Champagne           |                          |  |  |       |  |  |                         |  |  |                          |  |
|                       | Giovanni di Ibelin | Baliano di Ibelin            |                          |  |  |       |  |  |                         |  |  |                          |  |
|                       | Giovanni di Ibelin | Baliano di Ibelin            |                          |  |  |       |  |  |                         |  |  |                          |  |
|                       | Giovanni di Ibelin | Maria Comnena                |                          |  |  |       |  |  |                         |  |  |                          |  |
| Guido d'Ibelin        | Giovanni di Ibelin |                              |                          |  |  |       |  |  |                         |  |  |                          |  |
|                       |                    | Melisenda d'Arsur            | Guido d'Arsur            |  |  |       |  |  |                         |  |  |                          |  |
|                       |                    | Melisenda d'Arsur            | Guido d'Arsur            |  |  |       |  |  |                         |  |  |                          |  |
|                       |                    | Melisenda d'Arsur            | …                        |  |  |       |  |  |                         |  |  |                          |  |
| Isabella d'Ibelin     |                    | Melisenda d'Arsur            |                          |  |  |       |  |  |                         |  |  |                          |  |
|                       |                    | Amalrico Barlais             | …                        |  |  |       |  |  |                         |  |  |                          |  |
|                       |                    | Amalrico Barlais             | …                        |  |  |       |  |  |                         |  |  |                          |  |
|                       |                    | Amalrico Barlais             | …                        |  |  |       |  |  |                         |  |  |                          |  |
| Filippa Barlais       |                    | Amalrico Barlais             |                          |  |  |       |  |  |                         |  |  |                          |  |
|                       |                    | Agnese di Margat             | Bertrando di Margat      |  |  |       |  |  |                         |  |  |                          |  |
|                       |                    | Agnese di Margat             | Bertrando di Margat      |  |  |       |  |  |                         |  |  |                          |  |
|                       |                    | Agnese di Margat             | Bermonda Brisebarre      |  |  |       |  |  |                         |  |  |                          |  |
|                       |                    | Agnese di Margat             |                          |  |  |       |  |  |                         |  |  |                          |  |

### Fonti primarie
- (LA)  Monumenta Germaniae Historica, Scriptores, tomus XXIII.
- (LA)  Matthæi Parisiensis, monachi Sancti Albani, Chronica majora, vol II.
- (FR)  Recueil des historiens des croisades. Historiens occidentaux. Tome second.
- (IT)  Chroniques d'Amadi et de Strambaldi. T. 1.

### Letteratura storiografica
- (FR)  Les familles d'outre-mer.